# Maison Épinard
 (décembre 2023).
Si vous disposez d'ouvrages ou d'articles de référence ou si vous connaissez des sites web de qualité traitant du thème abordé ici, merci de compléter l'article en donnant les références utiles à sa vérifiabilité et en les liant à la section « Notes et références ».
La Maison Épinard (en hongrois : Spenótház) est un édifice de bureaux situé dans le 5e arrondissement de Budapest. L'édifice est situé dans le quartier de Belváros, à côté du Palais Gresham en face du Széchenyi Lánchíd sur Széchenyi István tér. Son nom fait référence à la couleur épinard qui caractérisait l'immeuble de verre et de béton avant sa transformation en 2006.
Ce site est desservi par la station Széchenyi István tér :  2 2A.